# Dans les griffes du Dragon Noir
Dans les griffes du Dragon Noir est la cinquième histoire de la série Les Aventures de Buck Danny de Jean-Michel Charlier et Victor Hubinon. Elle est publiée pour la première fois dans le journal Spirou du no 636 au no 659. Puis est publiée sous forme d'album en 1951. Il est le volet central d'une trilogie qui s'ouvre avec Les Tigres Volants et s'achève sur Attaque en Birmanie.

## Résumé
Après avoir récupéré Susan Holmes et les plans secrets américains d'attaque en Birmanie, Buck Danny, Sonny Tuckson et Tao tentent de rejoindre la baie d'Along où un sous-marin doit les récupérer.
Ils doivent pour cela traverser le pays des Moïs, dans le Haut-Laos, toujours poursuivis par les troupes japonaises et le traître Mo.

## Contexte historique
Pendant la Seconde Guerre mondiale, l'empire du Japon impose sa domination sur l'Indochine française, y compris le Laos. La France étant à l'époque gouvernée par le régime de Vichy, cette domination s'exerce de manière indirecte ; les administrateurs français restent en poste et le drapeau tricolore continue de flotter sur Vientiane. En 1941, la Thaïlande, alliée du Japon, impose à la France, après un conflit armé, de céder les territoires à l'ouest du Mékong.
La société du Dragon noir (黒龍会, Kokuryūkai) était un groupe d'extrême-droite paramilitaire et ultra-nationaliste important au Japon. Fondé en 1901, il fut dissous à la fin de la guerre en 1946.

## Avions
Pas d'avion dans ce tome.

## Publication

### Revues
- Journal Spirou du no 636 du 22 juin 1950 au no 659 du 30 novembre 1950.

### Album
- Dupuis janvier 1951